# Srf konsulternas förbund
Srf konsulternas förbund, före 2016 Sveriges Redovisningskonsulters Förbund, SRF  bildades 1936 och är branschorganisation för redovisnings- och lönekonsulter i Sverige. De anlitas av över 300 000 företag och har cirka 5 000 medlemmar.